# Parque de Carlos I
El parque de Carlos I (en catalán: Parc de Carles I) se encuentra en el distrito de Sant Martí de Barcelona. Fue creado en 1992 con un proyecto de Pep Zazurca y Juli Laviña. Está dedicado al emperador Carlos I de España y V de Alemania, del que se guarda buen recuerdo en la Ciudad Condal ya que en una visita efectuada en 1519 comentó que prefería «ser conde de Barcelona antes que emperador de las Alemanias».

## Descripción

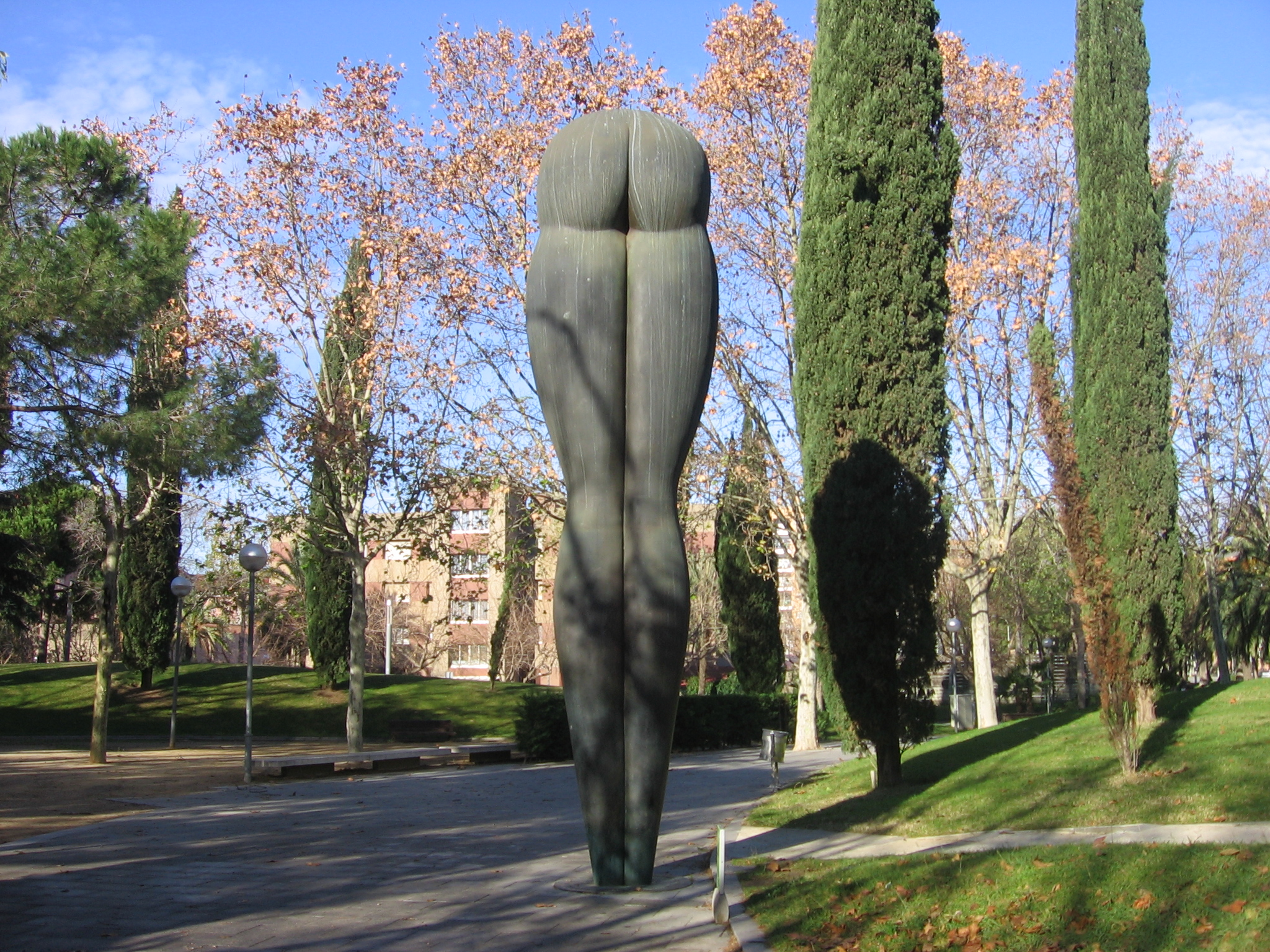
El culo (A Santiago Roldán), de Eduardo Úrculo.

Este parque procede de la renovación urbanística realizada en la fachada litoral con motivo de los Juegos Olímpicos de 1992, en unos terrenos anteriormente de uso industrial. Junto a este se crearon también los parques del Puerto Olímpico, de la Nueva Icaria, de las Cascadas y del Poblenou. Situado en plena Villa Olímpica, tiene una distribución irregular en el terreno, ya que se encuentra dividido en varias secciones cortadas por las calles que lo atraviesan: una delimita con las vías del tren que conducen a la estación de Francia y que se soterran en ese punto, así como las calles de Moscú, Ramon Trias Fargas y la avenida Icaria; otra se encuentra en la avenida Icaria entre las calles Ramon Trias Fargas y Marina; y otra entre las calles Marina, Moscú y Doctor Trueta. El conjunto tiene forma de gajo de naranja, y por su círculo exterior discurre un canal de agua que se ve interrumpido por las calles que lo cruzan, en uno de sus puntos en forma de cascada debido al desnivel, y que cuenta con varios puentes para atravesarlo. Hay también dunas de césped que aíslan el entorno del ruido circundante, jalonadas de hileras de plátanos y coronadas por cipreses. Destacan especialmente unos plátanos ramificados desde la cepa, cuyas raíces cubren una amplia porción del terreno de su entorno, un tipo de crecimiento raro de ver en una ciudad. Entre estos elementos vegetales se encuentra la escultura El culo (1999), de Eduardo Úrculo, una obra de bronce de 6,5 metros de altura, dedicada a Santiago Roldán, presidente del Holding Olímpico entre 1989 y 1993. El motivo elegido se debe al deseo del autor de realizar «un monumento al culo, que tiene algo de escultura griega, que evoca el Mediterráneo y su cultura hedonista».

## Vegetación
Entre las especies presentes en el parque se hallan: el ciprés (Cupressus sempervirens), el plátano (Platanus x hispanica), el ombú (Phytolaca dioica), el naranjo (Citrus aurantium), la magnolia (Magnolia grandiflora), el pino carrasco (Pinus halepensis), el pino piñonero (Pinus pinea), el cedro del Himalaya (Cedrus deodara), la palmera datilera (Phoenix dactylifera), la palmera de Canarias (Phoenix canariensis), la palmera de abanico (Washingtonia robusta), el olmo (Ulmus pumila), el sauce (Salix babylonica), la morera (Morus alba) y el olivo (Olea europaea).